# The Presidents of the United States of America

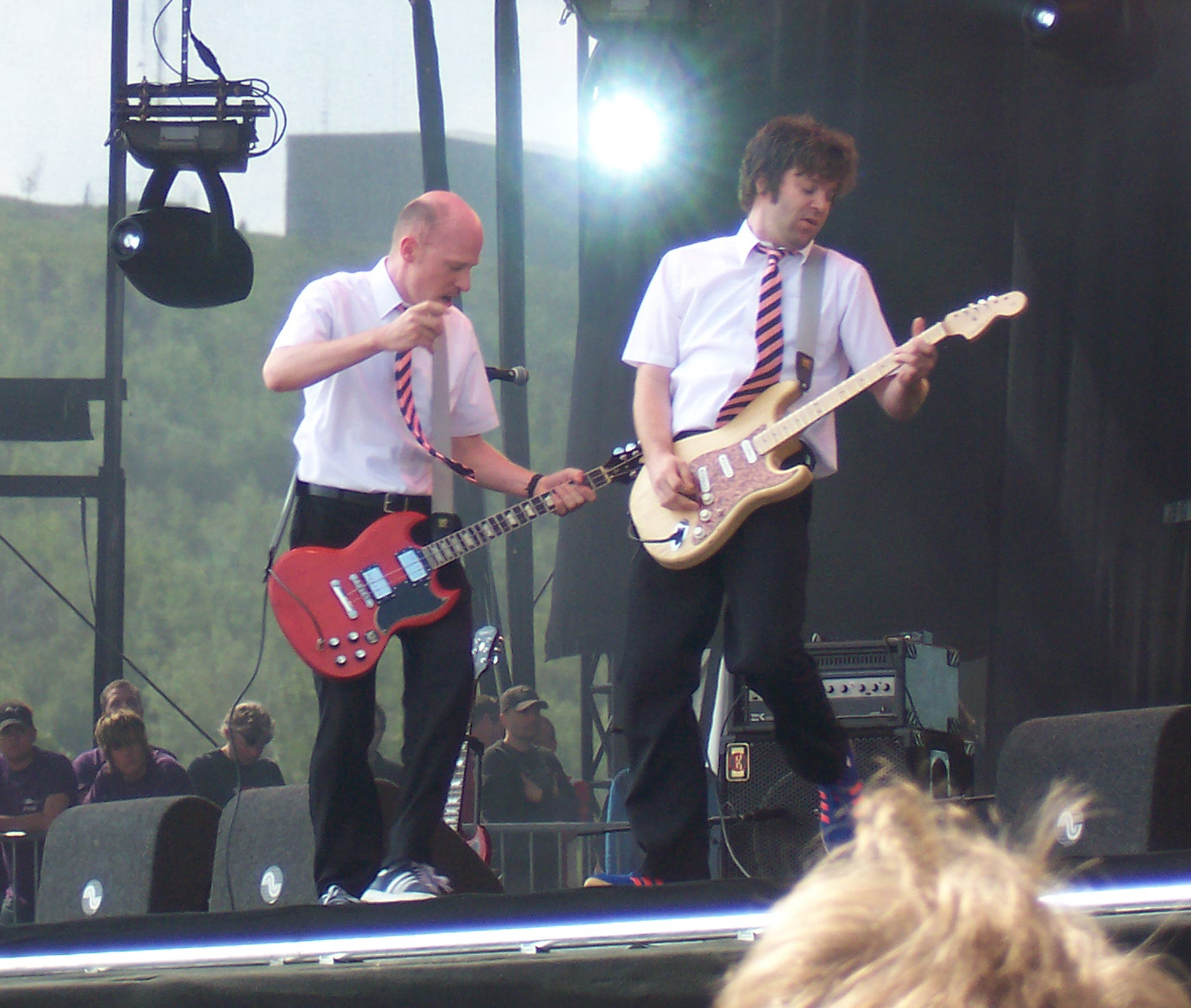
The Presidents of the USA op Pinkpop 2005 te Landgraaf.

The Presidents of the United States of America (ook wel kortweg PUSA genoemd) waren een grungeband uit Seattle, die in 1989 opgericht werd door Dave Dededer en Chris Ballew. Ze stopten in 2016.
De muziek van The Presidents of the United States of America wordt getypeerd door het gebruik van enkel een basitar en een guitbass, welke gewone zes snarige gitaren zijn, die zijn aangepast op het gebruik van slechts 2 snaren (voor de bas) of 3 snaren (voor gitaar). 
De band scoorde hits met nummers als Lump, Kitty en Peaches.

## Bezetting
- Dave Dededer - zang & gitaar
- Chris Ballew - gitaar & basgitaar
- Jason Finn (Love Battery) - drums
- Andrew McKeag - gitaar.

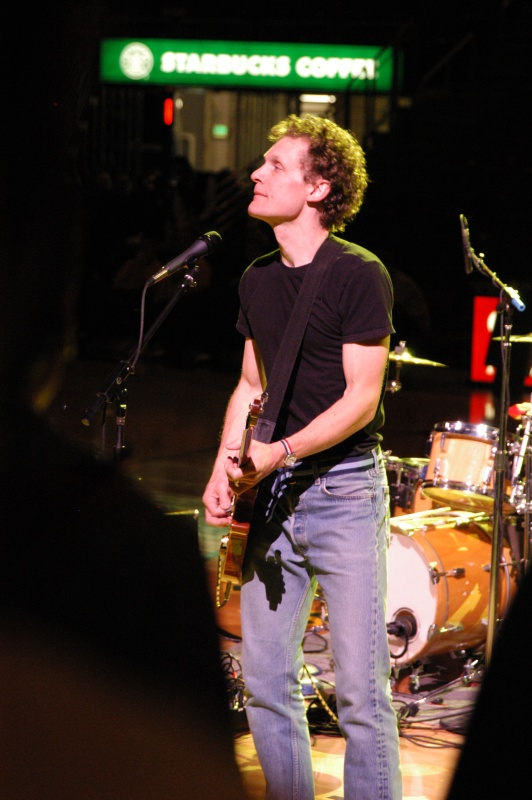
Dave Dederer
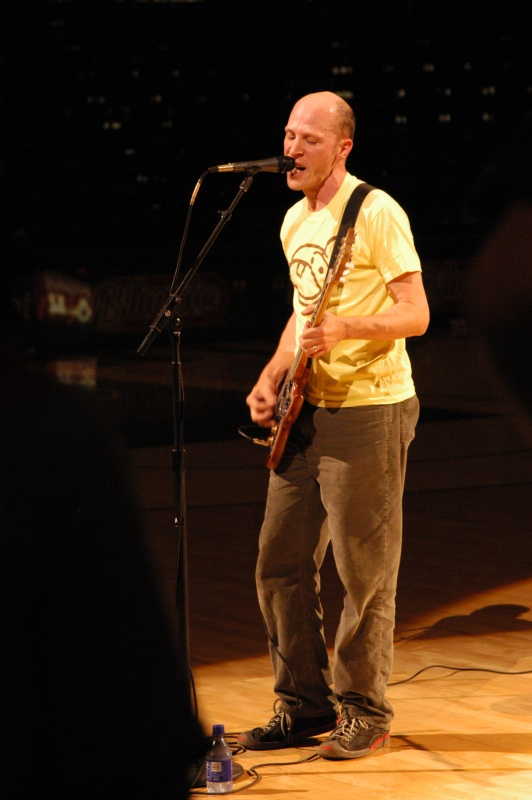
Chris Ballew
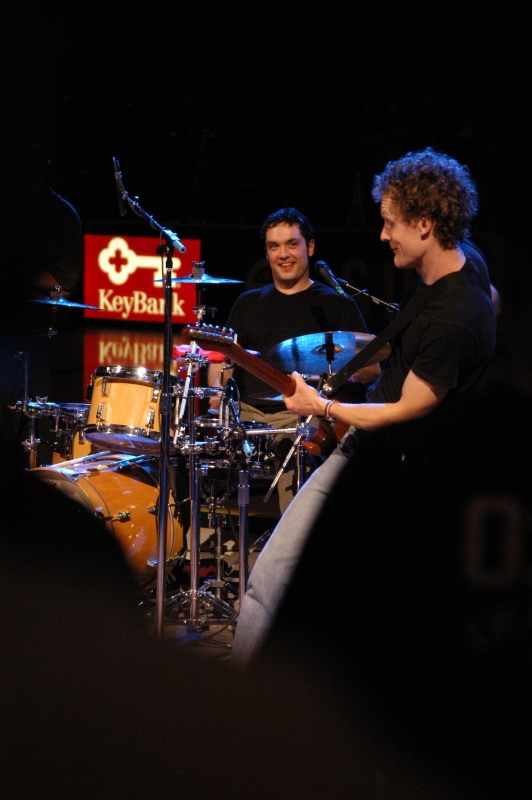
Jason Finn, Dave Dederer
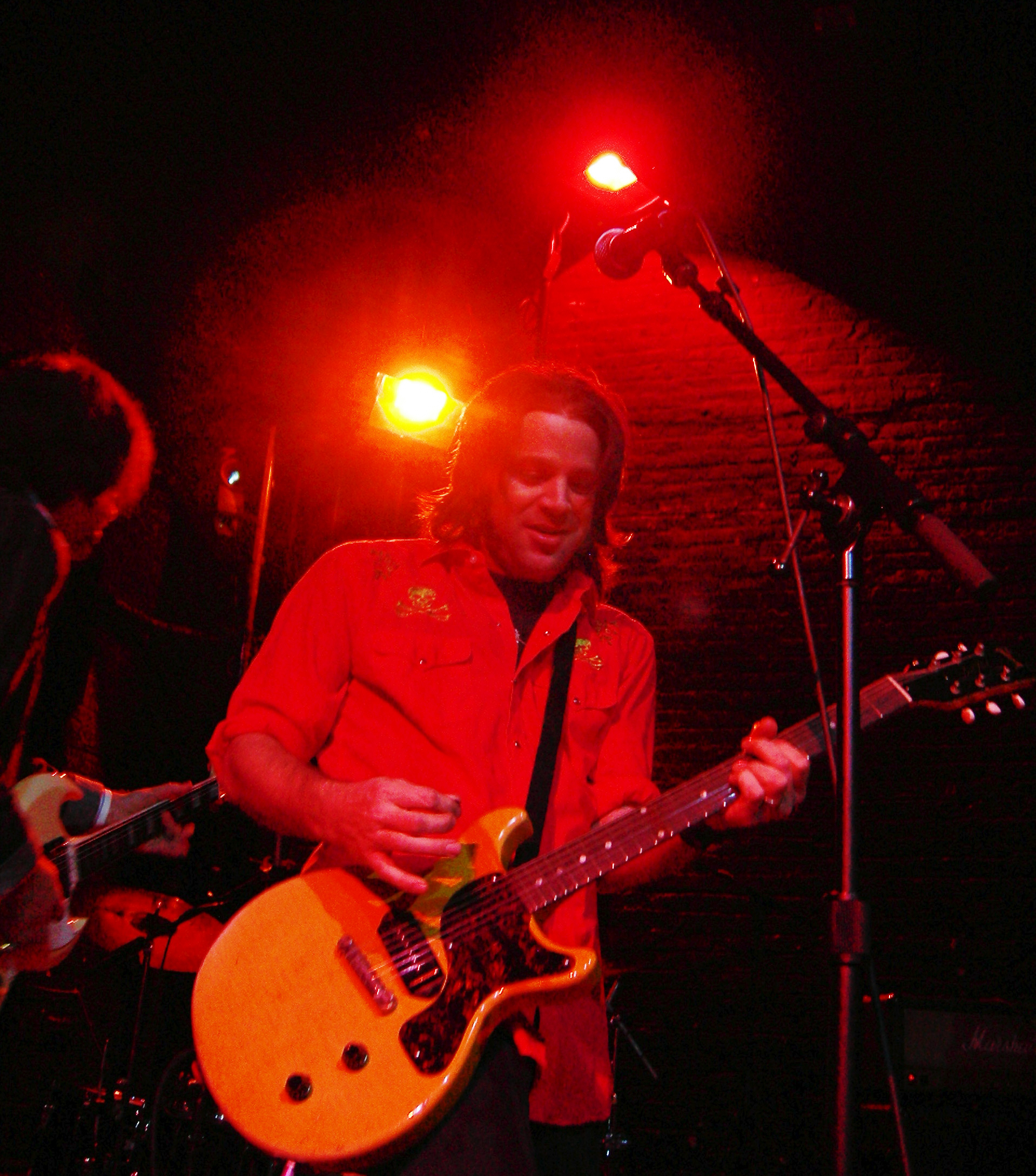
Andrew McKeag

## Discografie
- Presidents Of The United States Of America (1995)
- II (1996)
- Pure Frosting (1998)
- Freaked Out And Small (2000, opnieuw uitgegeven in 2001)
- Love Everybody (2004)
- These Are the Good Times People (2008)
- Kudos to You! (2014)

### Singles
| Single met eventuele hitnotering(en) in de Nederlandse Top 40 | Datum van verschijnen | Datum van binnenkomst | Hoogste positie | Aantal weken | Opmerkingen |
| ------------------------------------------------------------- | --------------------- | --------------------- | --------------- | ------------ | ----------- |
| Lump                                                          | 1995                  | 18-11-1995            | tip19           | -            |             |
| Peaches                                                       | 1996                  | 13-07-1996            | 37              | 2            |             |